# Brookside (série télévisée)
Pour les articles homonymes, voir Brookside.
Brookside est un soap opera britannique en 2915 épisodes de 25 minutes créé par Phil Redmond et diffusé entre le 2 novembre 1982 et le 4 novembre 2003 sur la chaîne publique Channel 4.
Cette série est inédite dans tous les pays francophones.

## Distribution
- Alexandra Fletcher (en) : Jacqui Dixon (1990-2003)
- Diane Burke : Katie Rogers (1989-2003)
- Steven Pinder (en) : Max Farnham (1990-2003)
- Vince Earl (en) : Ron Dixon (1990-2003)
- Tiffany Chapman : Rachel Jordache (1993-2003)
- Paul Byatt : Mike Dixon (1990-2003)
- Dean Sullivan (en) : Jimmy Corkhill (1986-2003)
- Leon Lopez : Jerome Johnson (1999-2002)
- Suzanne Collins (en) : Nikki Shadwick (1998-2003)
- Rachael Lindsay : Sammy Rogers (1987-2003)
- Steven Cole (en) : Leo Johnson (1996-2001)
- Karen Drury : Susannah Farnham (1991-2000)
- Louis Emerick (en) : Mick Johnson (1989-2001)
- Naomi Kamanga : Gemma Johnson (1990-1998)
- Sarah White : Bev McLoughlin (1993-2003)
- Sue Jenkins (en) : Jackie Corkhill (1992-2003)
- Vickie Gates (en) : Leanne Powell (1992-2003)
- Sue Johnston : Sheila Grant (1982-1989)
- Brian Regan (en) : Terry Sullivan (1982-2003)
- Jim Wiggins (en) : Paul Collins (1982-2003)
- Leeon Sawyer : Leo Johnson (1990-1996)
- Claire Sweeney (en) : Lindsey Stanlow (1991-2003)
- Doreen Sloane (en) : Annabelle Collins (1982-1989)
- Paul Usher (en) : Barry Grant (1982-2003)
- Peter Christian (en) : Frank Rogers (1982-1993)
- Jason Hope : Rod Corkhill (1985-2001)
- Hannah Dowd : Kylie Stanlow (1996-2003)
- John McArdle (en) : Billy Corkhill (1982-1989)
- Nicola Stephenson (en) : Margaret Clemence (1990-1993)
- Anna Friel : Beth Jordache (1993-1995)